# Pfalzen
Pfalzen (Italiaans: Falzes) is een gemeente in de Italiaanse provincie Zuid-Tirol (regio Trentino-Zuid-Tirol) en telt 2373 inwoners (31-12-2004). De oppervlakte bedraagt 33 km², de bevolkingsdichtheid is 72 inwoners per km².

## Geografie
De gemeente ligt op ongeveer 1022 m boven zeeniveau.
Pfalzen grenst aan de volgende gemeenten: Bruneck, Gais, Kiens, Mühlwald, Sankt Lorenzen.
De volgende frazioni maken deel uit van de gemeente:
- Greinwalden (Grimaldo)
- Issing (Issengo)